# إدي هارفي
إدي هارفي (بالإنجليزية: Eddie Harvey)‏ (و. 1925 – 2012 م) هو عازف بيانو، ومعلم موسيقى، وعازف جاز من المملكة المتحدة، والمملكة المتحدة لبريطانيا العظمى وأيرلندا، ولد في بلاكبول، يستخدم آلات بيانو، توفي عن عمر يناهز 87 عاماً.

## روابط خارجية
- إدي هارفي على موقع ميوزك برينز (الإنجليزية)
- إدي هارفي على موقع أول ميوزيك (الإنجليزية)
- إدي هارفي على موقع ديسكوغز (الإنجليزية)